# Dactylispa pallidipennis
Dactylispa pallidipennis là một loài bọ cánh cứng trong họ Chrysomelidae. Loài này được Motschulsky miêu tả khoa học năm 1861.